# Perry Warbington
Perry Lee Warbington (nacido el 7 de septiembre de 1952 en Atlanta, Georgia y fallecido el 9 de noviembre de 2008 en Winder, Georgia) fue un jugador de baloncesto estadounidense que jugó una temporada en la NBA. Con 1,88 metros de estatura, lo hacía en la posición de base.

## Trayectoria deportiva

### Universidad
Tras pasar dos años en el Florida Gateway College, jugó durante dos temporadas con los Eagles de la Universidad del Sur de Georgia, en las que promedió 20,8 puntos por partido.

### Profesional
Fue elegido en el puesto 145 del Draft de la NBA de 1974 por Philadelphia 76ers, con los que jugó 5 partidos, en los que promedió 2,0 pintos y 3,2 asistencias. Al año siguiente fichó por Detroit Pistons, pero fue despedido antes del comienzo de la temporada.

## Estadísticas de su carrera en la NBA

### Temporada regular
| Temporada | Edad | Equipo             | Liga | Pos. | P | TIT | MIN  | TC  | TCA | %TC  | 3P | 3PA | %3P | 2P  | 2PA | %2P  | TL  | TLA | %TL   | R.OF. | R.DEF. | REB | ASIS | ROB | TAP | PER | FP  | PTS |
| 1974-75   | 22   | Philadelphia 76ers | NBA  | PG   | 5 |     | 14.0 | 0.8 | 4.2 | .190 |    |     |     | 0.8 | 4.2 | .190 | 0.4 | 0.4 | 1.000 | 0.4   | 1.2    | 1.6 | 3.2  | 0.0 | 0.0 |     | 3.2 | 2.0 |
| Total     |      |                    | NBA  |      | 5 |     | 14.0 | 0.8 | 4.2 | .190 |    |     |     | 0.8 | 4.2 | .190 | 0.4 | 0.4 | 1.000 | 0.4   | 1.2    | 1.6 | 3.2  | 0.0 | 0.0 |     | 3.2 | 2.0 |